# Središče ob Dravi
Središče ob Dravi este o localitate din comuna Središče ob Dravi, Slovenia, cu o populație de 1.120 de locuitori.